# Janseodes melanospila
Janseodes melanospila är en fjärilsart som beskrevs av Achille Guenée 1852. Janseodes melanospila ingår i släktet Janseodes och familjen nattflyn. Inga underarter finns listade i Catalogue of Life.